# New Haven (condado de Huron, Ohio)
New Haven é um lugar designado pelo censo localizado no condado de Huron no estado estadounidense de Ohio. No Censo de 2010 tinha uma população de 399 habitantes e uma densidade populacional de 124,34 pessoas por km².

## Geografia
New Haven encontra-se localizado nas coordenadas 41° 01′ 44″ N, 82° 41′ 15″ O. Segundo o Departamento do Censo dos Estados Unidos, New Haven tem uma superfície total de 3.21 km², da qual 3.2 km² correspondem a terra firme e (0.24%) 0.01 km² é água.

## Demografia
Segundo o censo de 2010, tinha 399 pessoas residindo em New Haven. A densidade populacional era de 124,34 hab./km². Dos 399 habitantes, New Haven estava composto pelo 93.23% brancos, 0.5% eram afroamericanos, 0% eram amerindios, 0.25% eram asiáticos, 0% eram insulares do Pacífico, 4.26% eram de outras raças e o 1.75% pertenciam a duas ou mais raças. Do total da população 5.76% eram hispanos ou latinos de qualquer raça.